# Harald Cerny
Harald Cerny (* 13. September 1973 in Wien) ist ein ehemaliger österreichischer Fußballspieler und jetziger Fußballtrainer.

## Sportliche Laufbahn

### Vereinskarriere
Harald Cerny spielte zunächst in der Jugend seines Ortsvereins ASV Hinterbrühl, ehe er mit elf Jahren in die Jugendabteilung des FC Admira/Wacker wechselte. Noch im Jugendalter wurde der Mittelfeldspieler zum FC Bayern München gelotst, bei dem er seine Profikarriere startete. Beim Daimler-Benz Junior Cup wurde er 1992 zum besten Spieler des Turniers gewählt. Zunächst absolvierte er zwei Spielzeiten für die Amateurmannschaft von Bayern München, ehe er am 25. September 1992 (8. Spieltag), beim 2:1-Sieg im Auswärtsspiel gegen Borussia Dortmund, 90 Minuten in der Bundesliga debütierte. Sein erstes Bundesligator erzielte er am 31. Oktober 1992 (12. Spieltag) beim 3:2-Sieg im Auswärtsspiel gegen den VfB Stuttgart mit dem Treffer zum zwischenzeitlichen 2:1 in der 61. Minute. Obwohl er in der Folgesaison nach drei Spielen im Oktober vorerst zum FC Admira/Wacker zurückkehrte, trug er zum Gewinn der Meisterschaft der Bayern 1994 bei.
1994 wurde Harald Cerny vom FC Tirol Innsbruck verpflichtet und wechselte dann in der Winterpause 1995/96 zum Bundesligisten TSV 1860 München. Cerny war dort zuletzt der dienstälteste Spieler im Kader mit 263 Einsätzen und elfeinhalb Vertragsjahren im Verein. Zudem ist er mit 238 Bundesligaspielen Rekordspieler der „60er“, noch vor Petar Radenković. Infolge einer Verletzung bestritt er sein letztes Spiel am 29. Jänner 2006, bei der 1:3-Niederlage im Auswärtsspiel gegen Hansa Rostock. Am 21. Juni 2007 gab der damals 33-Jährige das Ende seiner Spielerkarriere bekannt.

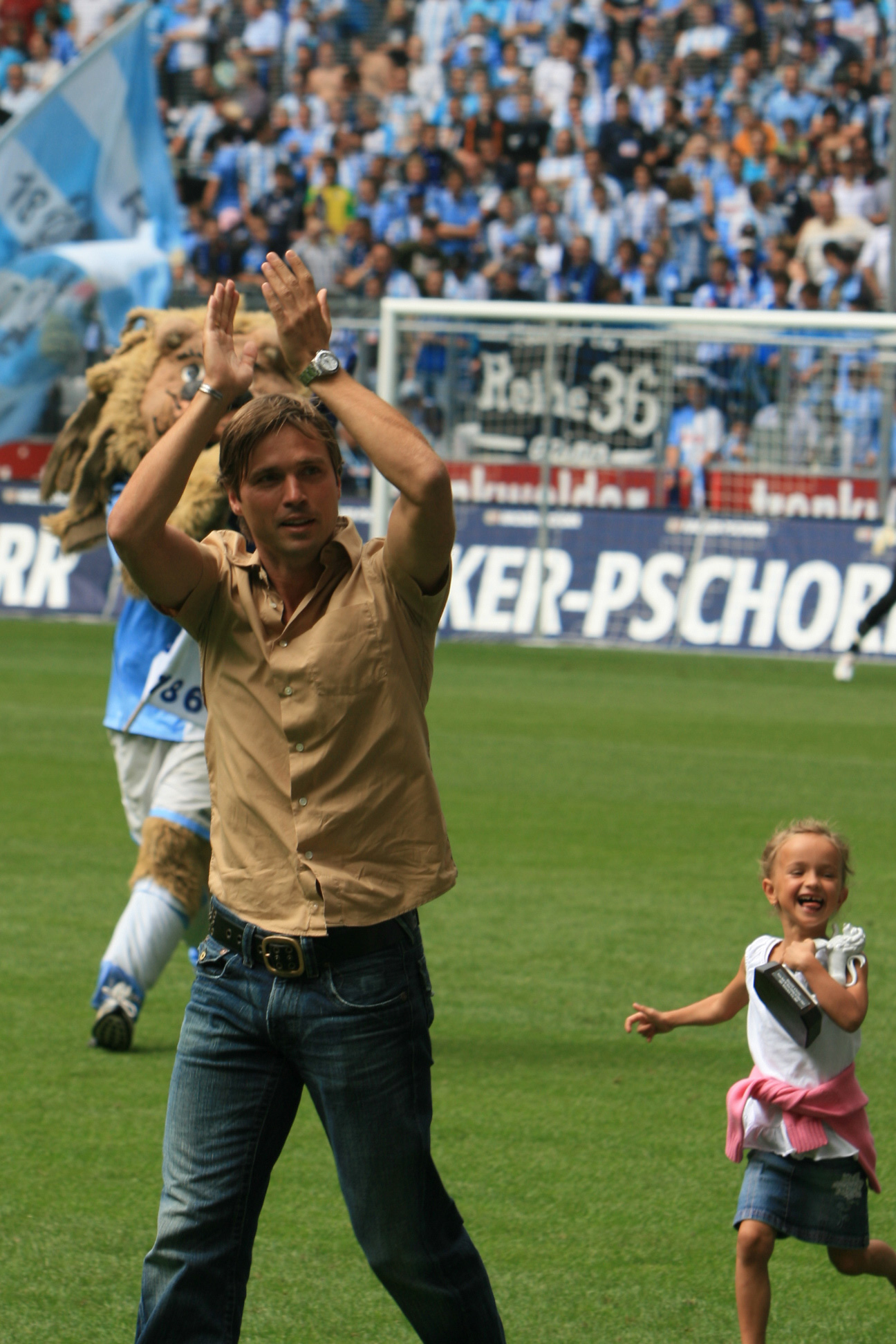
Cerny bei seiner Verabschiedung 2007

### Auswahleinsätze
Cerny debütierte am 10. März 1993 in Wien in einem Test-Länderspiel der A-Nationalmannschaft, die mit 2:1 gegen die Auswahl Griechenlands gewann. Sein erstes Länderspieltor schoss er am 27. Mai 1998 in Wien, beim 2:1-Sieg über die Mannschaft Tunesiens, mit dem Treffer zum 1:0. Zwei Tore in einem Länderspiel erzielte er gar im Qualifikationsspiel zur Fußball-Europameisterschaft 2000, beim 3:0-Sieg am 10. Oktober 1998 auf Zypern. Sein letztes Länderspiel bestritt er am 28. April 2004 in Innsbruck beim 4:1-Sieg über Luxemburg. Mit der A-Nationalmannschaft, für die er 47-mal spielte und vier Tore erzielte, nahm er an der Fußball-Weltmeisterschaft 1998 in Frankreich teil und kam in zwei Gruppenspielen (1:1 gegen Kamerun und gegen Chile) zu seinen einzigen Turnierspielen.

## Trainerlaufbahn
Cerny verfügt über die A-Lizenz als DFB-Trainer. Nach Beendigung seiner Fußballerkarriere trainierte Cerny von Februar 2008 bis Juni 2009 die U15 des TSV 1860 München, 2009/10 die U14, 2010/11 die U16 des FC Bayern München. Von 2011 bis 2016 war er verantwortlich für die C-Junioren (U14 bzw. U15 im jährlichen Wechsel) des FC Bayern München. 2016 lief sein Vertrag beim FC Bayern aus. Anschließend war er bei Hannover 96 als Trainer der U17 und als Scout tätig. Bereits Mitte 2018 endete seine Anstellung in Hannover wieder und seit Ende 2020 arbeitet er als Scout für den 1. FC Köln.